# Katedrála v Tartu
Katedrála v Tartu (estonsky: Tartu toomkirik) je bývalý katolický kostel v estonském městě Tartu. Jeho jádro bylo postaveno ve 13. století. Budova je dnes impozantní gotickou ruinou. V její malé části, která byla zrekonstruována, se nachází muzeum Tartuské univerzity. Prostor univerzita využívá také pro velké recepce a oslavy.

## Dějiny
Kopec, na kterém později stála katedrála (Toomemägi) byl jednou z největších pevností pohanských Estonců. Pevnost byla zničena v roce 1224 křesťanskými nájezdníky Livonského řádu. Ihned po dobytí zahájili křesťané na tomto místě stavbu biskupské pevnosti Castrum Tarbatae. Stavba gotické katedrály na severní straně návrší byla zahájena pravděpodobně ve 2. polovině 13. století. Byla obklopena hřbitovem a domy pro členy katedrální kapituly. Katedrála byla zasvěcena svatým Petru a Pavlovi, kteří byli zároveň patrony města. Bylo to sídlo biskupství. Šlo o jednu z největších církevních staveb východní Evropy. Hřbitov a hlavní loď se používaly již v roce 1299. Kolem roku 1470 byla dokončena vysoká věž s pilíři a oblouky ve stylu cihlové gotiky. Katedrála byla dokončena na konci 15. století postavením dvou mohutných pevnostních věží, původně vysokých 66 metrů, po obou stranách západního průčelí. Areál katedrály a biskupské opevněné sídlo oddělovala od dolního města hradba.

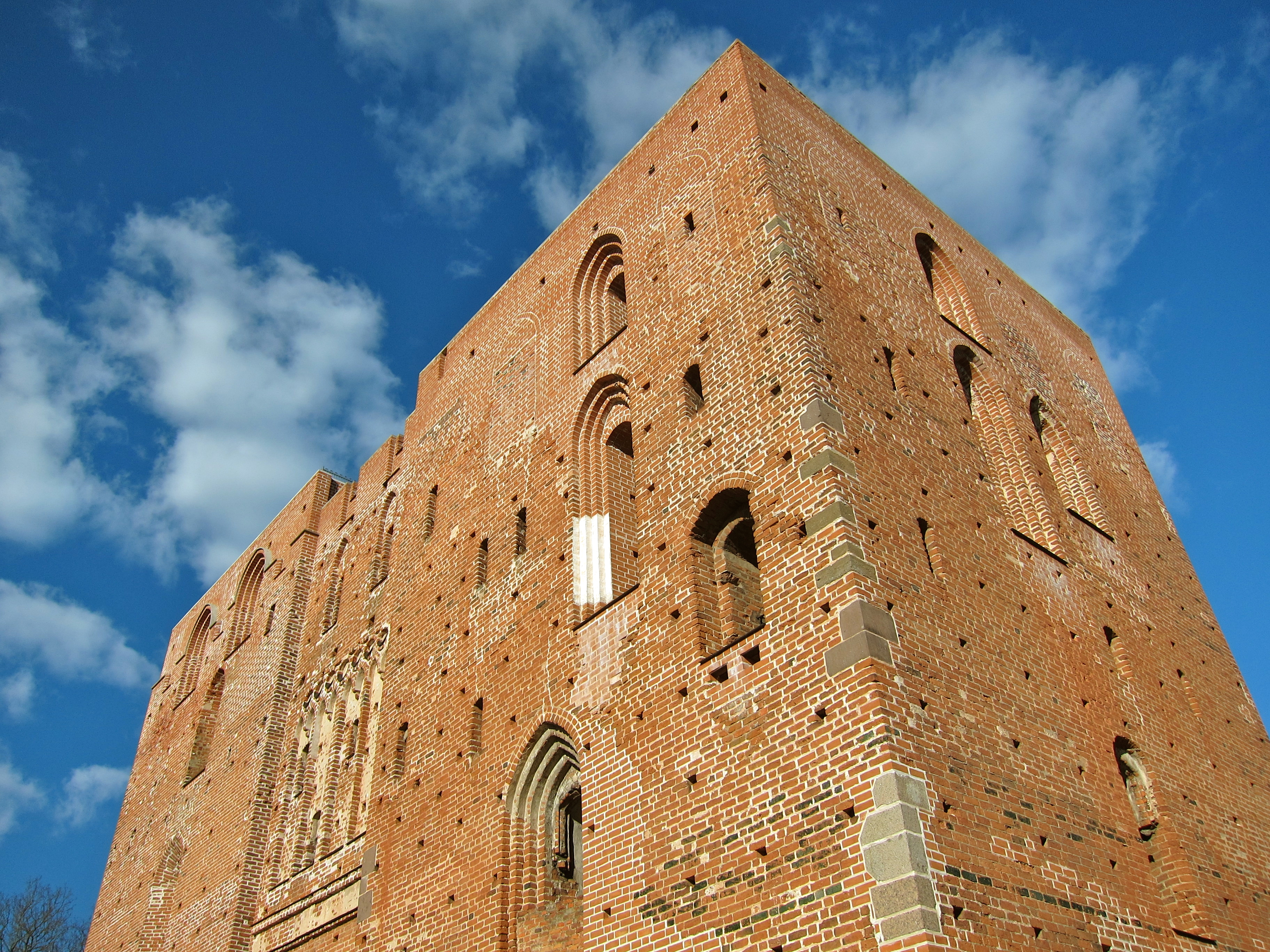
Snížené věže katedrály

Okolo roku 1520 zasáhla Tartu reformační vlna. Dne 10. ledna 1525 byla katedrála těžce poškozena protestantskými obrazoborci. Od té doby chátrala. Po deportaci posledního římskokatolického biskupa Hermanna Wesela (biskup v letech 1554 až 1558; zemřel 1563) do Ruska byl katedrální kostel opuštěn. Když v roce 1582 město připadlo Polákům, noví římskokatoličtí vládci plánovali katedrálu přestavět, ale plány byly opuštěny kvůli následující polsko-švédské válce (1600–1611). Požár v roce 1624 ještě umocnil škody. V roce 1629 se Tartu stalo švédským a noví vládci uvažovali o tom, že se chrám stal luterským, ale nikdy se tak nestalo. Sloužila pak dokonce jako stodola a dále chátrala, byť pohřby měšťanů na hřbitově pokračovaly až do 18. století. V 60. letech 18. století byly dvě věže sníženy z 66 metrů na 22 metrů, což byla úroveň střechy lodi, a byly z nich vytvořeny plošiny pro děla. Hlavní portál byl v této době zazděn.

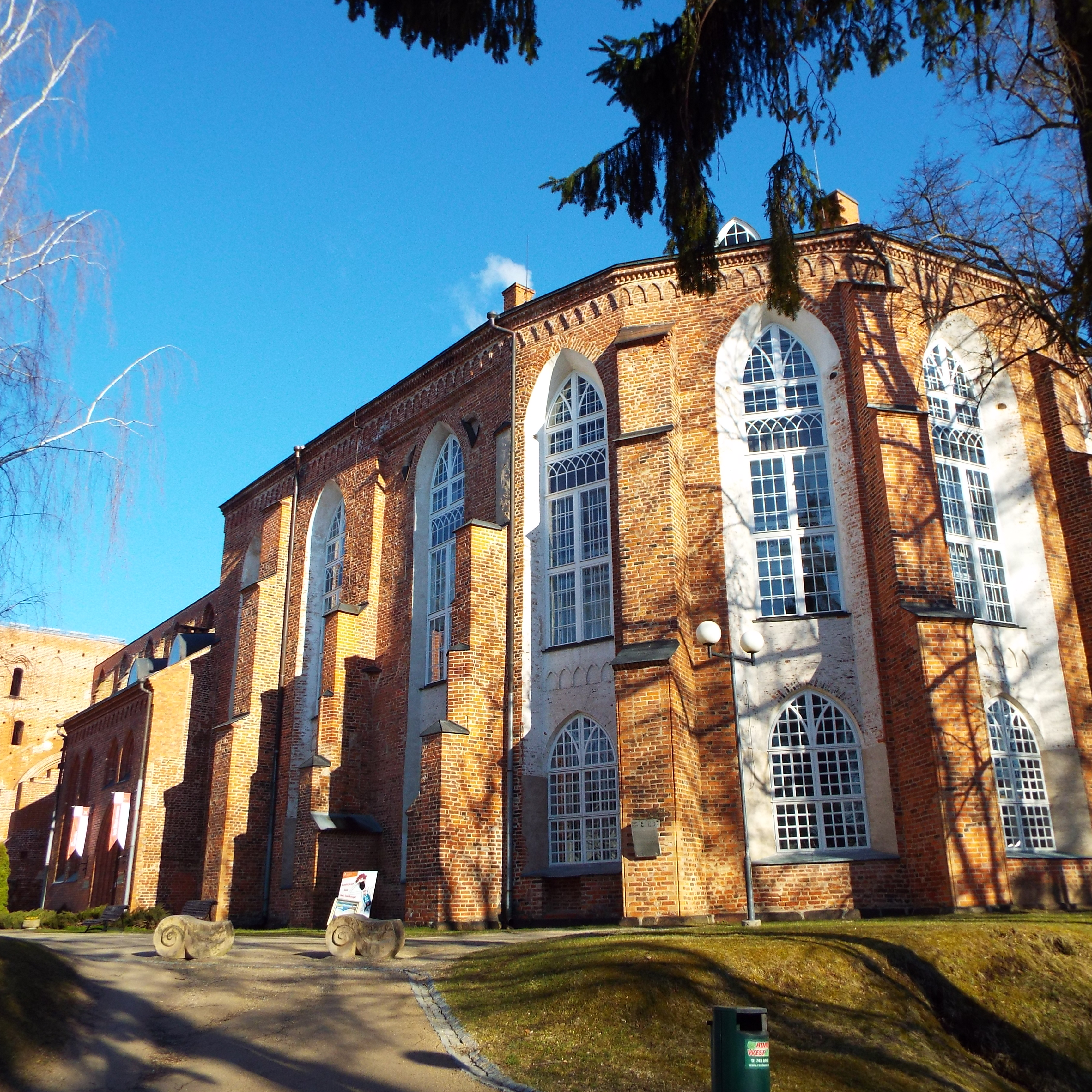
Prostory muzea

Po znovuzaložení německojazyčné univerzity ruským carem Alexandrem I. v roce 1802 byl baltsko-německý architekt Johann Wilhelm Krause pověřen, aby budovu katedrály přestavěl pro potřeby univerzity. Přestavba proběhla v letech 1804 až 1807. Krause do ruin katedrály umístil univerzitní knihovnu, plánoval také hvězdárnu v jedné ze starých věží, ale tento záměr se nakonec nerealizoval. Okolí katedrály bylo upraveno jako park, v němž jsou rozmístěny pomníky osobností univerzity. Na konci 19. století byla severní věž přestavěna na věž vodárenskou. V 60. letech 20. století byla univerzitní knihovna rozšířena a vybavena ústředním topením. Když byla v roce 1981 nahrazena novou budovou univerzitní knihovny, stala se stará knihovna domovem muzea univerzity (estonsky: Tartu Ülikooli ajaloomuuseum). V roce 1985 byl z velké části restaurován interiér z 19. století. Zbytek ruiny a vnější zdi byly stavebně zajištěny a zpevněny.